# Jascha Küllmer
Jascha Küllmer (* 12. November 1989 in Homberg (Efze)) ist ein deutscher Hörfunkmoderator. Er lebt in Kassel und arbeitet für den Hessischen Rundfunk.

## Tätigkeit im Hörfunk
Bevor er zum Hessischen Rundfunk kam, moderierte Jascha Küllmer bei verschiedenen Radiostationen. Darunter beim ehemaligen Zeitungsradio, der Hessisch/Niedersächsischen Allgemeinen Zeitung (HNA). Seit 2019 moderierte er regelmäßig verschiedene Hörfunksendungen bei hr4, der vierten Hörfunkwelle des Hessischen Rundfunks. 
Seit Ende Mai 2023 moderiert er im wöchentlichen Wechsel hr4 – Mein Morgen in Hessen.